# Filtre à air à haute efficacité
Un filtre à air à haute efficacité est un filtre utilisé dans le domaine de la ventilation et de la climatisation (ou « conditionnement d'air »), à chaque fois qu'un air particulièrement propre doit être utilisé ou produit. Ce type de filtre est capable d’arrêter un haut pourcentage de particules tels que la poussière, le pollen ou les micro-organismes (bactéries et virus).

## Utilisations
Ce type de filtres est utilisé à chaque fois qu'un air particulièrement propre doit être utilisé. C'est le cas au sein des blocs opératoires des salles d'opération afin de protéger le patient mais aussi le personnel de salle (filtration des fumées chirurgicales), et des salles blanches.
Ce type de filtres est aussi utilisé pour limiter les rejets dans l'environnement d'industries telles que l'industrie nucléaire ou les installations rejetant des aérosols toxiques et biologiques.

## Classification
La norme européenne EN 1822-1 définit trois groupes et huit classes de filtre à air à haute efficacité. La classification se fait selon leur rétention de taille de particules la plus pénétrante (MPPS : most penetrating particle size). L'efficacité moyenne du filtre est appelée « globale » et l'efficacité à un point spécifique est appelée « locale ».
| Groupe | Nome en anglais                 | Nom en français           | Classe | Valeur globale minimale (%) | Valeur locale minimale (%) | Taille de particules approchant une rétention de 100 % (µm) | Équivalents selon la norme internationale ISO 29463-1 |
| ------ | ------------------------------- | ------------------------- | ------ | --------------------------- | -------------------------- | ----------------------------------------------------------- | ----------------------------------------------------- |
| EPA    | Efficient Particule Air         | À haute efficacité        | E10    | 85                          | /                          | > 1                                                         | /                                                     |
| EPA    | Efficient Particule Air         | À haute efficacité        | E11    | 95                          | /                          | > 0,5                                                       | ISO 15 E et ISO 20 E                                  |
| EPA    | Efficient Particule Air         | À haute efficacité        | E12    | 99,5                        | 97,5                       | > 0,5                                                       | ISO 25 E et ISO 30 E                                  |
| HEPA   | High Efficiency Particulate Air | À très haute efficacité   | H13    | 99,95                       | 99,75                      | > 0,3                                                       | ISO 35 H et ISO 40 H                                  |
| HEPA   | High Efficiency Particulate Air | À très haute efficacité   | H14    | 99,995                      | 99,975                     | > 0,3                                                       | ISO 45 H et ISO 50 H                                  |
| ULPA   | Ultra Low Penetration Air       | À très faible pénétration | U15    | 99,9995                     | 99,9975                    | > 0,3                                                       | ISO 55 U et ISO 60 U                                  |
| ULPA   | Ultra Low Penetration Air       | À très faible pénétration | U16    | 99,99995                    | 99,99975                   | > 0,3                                                       | ISO 65 U et ISO 70 U                                  |
| ULPA   | Ultra Low Penetration Air       | À très faible pénétration | U17    | 99,999995                   | 99,9999                    | > 0,3                                                       | ISO 75 U                                              |